# Sackboy: A Big Adventure
Sackboy: A Big Adventure est un jeu vidéo de plates-formes développé par Sumo Digital et édité par Sony Interactive Entertainment, sorti en novembre 2020 sur PlayStation 4 et PlayStation 5. Un portage sur PC est sorti le 27 octobre 2022.
Le jeu fait partie de la série Little Big Planet. 

## Système de jeu
Sackboy: A Big Adventure est un jeu de plates-formes. Contrairement aux précédents opus de la franchise utilisant la 2,5D, il propose une gamme de perspectives et de mouvements en 3D isométrique,,. Le jeu est jouable en multijoueur jusqu'à quatre joueurs en parallèle,. 

## Développement
Sackboy: A Big Adventure est développé par Sumo Digital et publié par Sony Interactive Entertainment exclusivement sur PlayStation 5,. 
Le studio collabore étroitement avec Sony depuis qu'il a précédemment développé Little Big Planet 3, par le biais d'un partenariat avec xDev, une division interne du groupe Worldwide Studios. Ce dernier est notamment chargé de la création de jeux exclusivement dédiés aux consoles PlayStation. 
Le jeu est annoncé le 11 juin 2020 lors de la révélation de la PlayStation 5, tandis que la date de sortie n'est pas divulguée,. 